# Олія печінки тріски

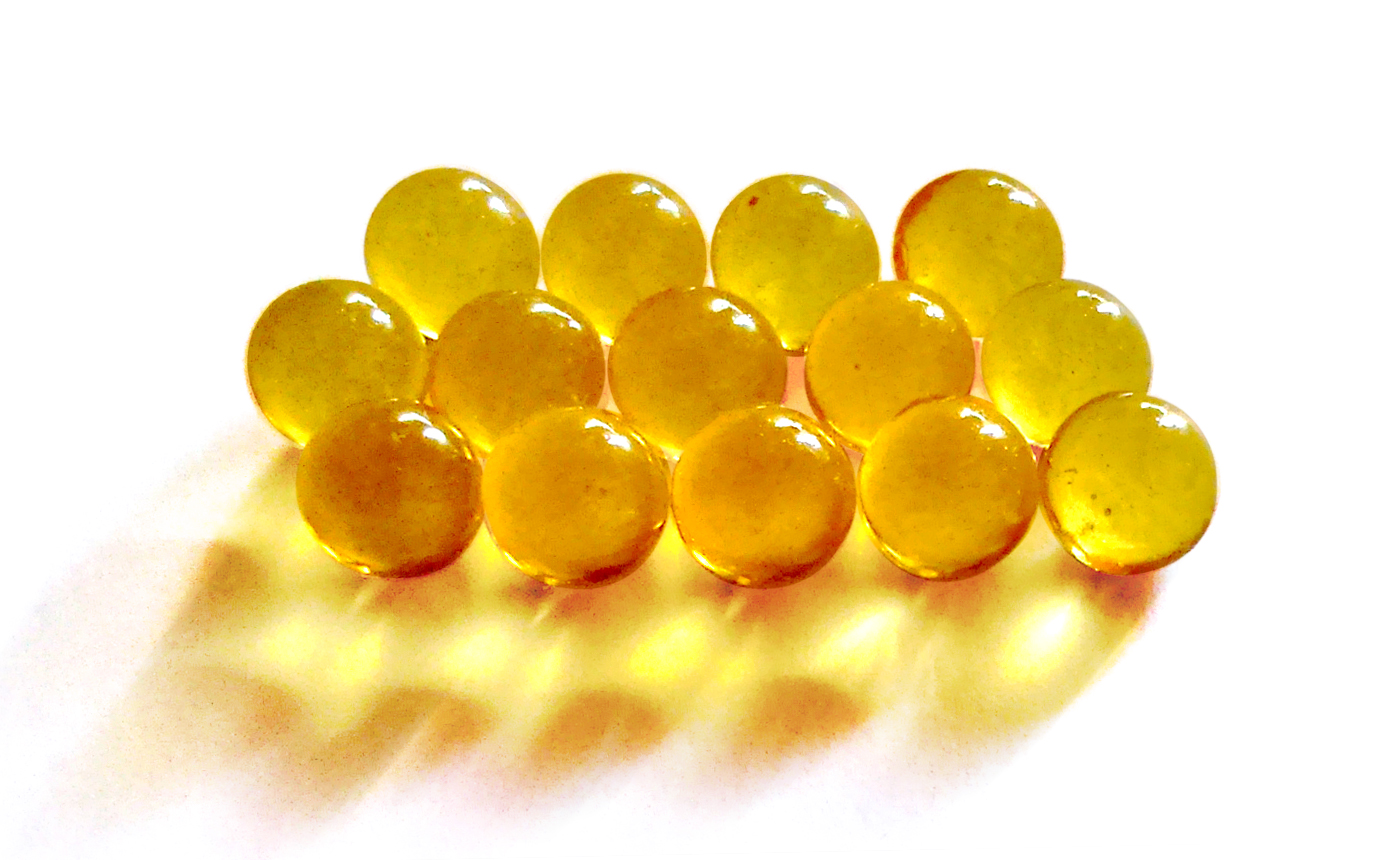
Олія печінки тріски у желатинових капсулах

Олія печінки тріски — риб'ячий жир, харчова добавка отримана з печінки тріски (атлантичної тріски (лат. Gadus morrhua) або інших риб родини тріскових: тріски балтійської (лат. Gadus callarias), пікші (лат. Gadus aeglefinus).
Олія має характерний запах і смак.

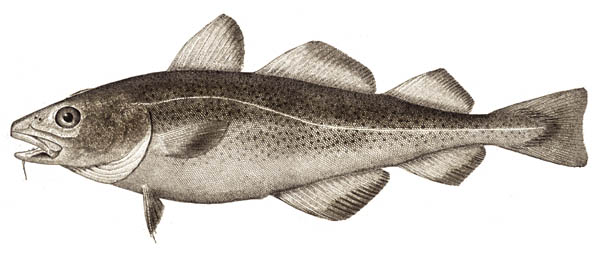
Атлантична тріска

В олії печінки тріски, як і в іншому риб'ячому жирі міститься велика кількість поліненасичених жирних кислот, особливо надзвичайно цінні жирні кислоти омега-3, омега-6 і вітаміни (особливо А і D), в менших кількостях, є вітамін Е. Вміст вітамінів А і D високий — не менш 350 МО вітаміну А. В жирі присутні лецитин та холестерол (неомилюваний залишок до 2 %), знайдено сліди марганцю, заліза, кальцію, брому, хрому, магнію, хлору, йоду (вміст йоду може досягати до 0,03 %).

## Виробництво
Олію печінки тріски традиційно виготовляють шляхом заповнення дерев'яної бочки свіжими печінками тріски і морською водою, дозволяючи суміші бродіння на строк до одного року, перш ніж знімати олію. Сучасний риб'ячий жир виробляється приготуванням з тіла тканин цілої тріски чи жирної риби в процесі виробництва рибного борошна. 
Медичну тріскову олію одержують тільки з печінки свіжої риби. Жир витоплюють попередньо відокремивши жовчний міхур. Перед витопленням, сировину промивають. Отриману витоплену олію фільтрують, розфасовують в тару, яку після цього герметично закривають для попередження окиснення. Світлий медичний жир одержують фільтрацією-відділенням викристалізованих твердих гліцеридів, які утворюються внаслідок охолодження жиру.

## Терапевтичне застосування
Олію печінки тріски використовують як терапевтичний засіб при авітамінозах А і D, а також при рахіті. Широко застосовують у дерматології, в різних формах — найчастіше як 40 % мазь (лат. Unguentum Olei Jecoris Aselli). Олія печінки тріски широко використовується для полегшення болю і тугорухомості суглобів, пов'язаних з артритом. Вона може мати позитивний вплив на серце, кістки.
Масло печінки тріски може бути ефективним додатковим заходом для довгострокового лікування розсіяного склерозу.
Використання риб'ячого жиру під час вагітності пов'язано з більш низьким ризиком розвитку діабету типу I у потомства. (хоча див. несприятливий вплив нижче). Цей ефект був виявлений тільки у матерів, які приймають риб'ячий жир, а не в матерів, які приймають полівітамінні добавки. Олія печінки тріски в годуючих матерів покращує грудне молоко за рахунок збільшення кількості жирних кислот, що сприяє розвитку мозку, і кількості вітаміну А, який допомагає запобігти інфекції, але рівень вітаміну D залишається незмінним.
Норвезьке Дослідження понад 68 тисяч жінок повідомили, що у жінок хворих на рак, які приймали щодня риб'ячий жир значно знизився рівень смертності (25 % для всіх видів раку, 45 % для раку легенів) порівняно з жінками, які не приймали таких добавок.

## Побічні ефекти
Столова ложка (13,6 г) олії печінки тріски містить 136 % від встановленого щоденного допустимого верхнього рівня всмоктування провітаміну вітаміну А (ретинолу). Вітамін А накопичується в печінці, і може досягати небезпечних рівнів і викликати гіпервітаміноз. Вагітним жінкам краще проконсультуватись з лікарем при прийнятті риб'ячого жиру, оскільки в їжі й так присутні високі кількості природних форм вітаміну А, таких як ретинол. Високі дози синтетичного вітаміну А (ретиноїди) є причиною вроджених дефектів. Токсична доза ретинолу (вітаміну А) становить близько 25 000 МО/кг, або еквівалент близько 1,25 кг риб'ячого жиру для 50-кілограмової людини.
Існує підвищений ризик раку простати у чоловіків, які приймають добавки з високим рівнем омега-3 жирних кислот, у тому числі риб'ячий жир.
Високе споживання риб'ячого жиру у вагітних жінок пов'язано з майже в п'ять разів підвищеним ризиком гестаційної гіпертонії.